# Park Narodowy Cerro Yapacana
Park Narodowy Cerro Yapacana (hiszp. Parque nacional Cerro Yapacana) – park narodowy w południowej części Wenezueli, w stanie Amazonas. Został utworzony 12 grudnia 1978 roku i zajmuje obszar 3200 km². W 2005 roku został zakwalifikowany przez BirdLife International jako ostoja ptaków IBA.

## Opis
Park znajduje się przy granicy z Kolumbią i obejmuje płaskowyż w zachodniej części Wyżyny Gujańskiej, na południe od ujścia rzeki Ventuari do rzeki Orinoko. Nazwa parku pochodzi od znajdującego się tu stoliwa Cerro Yapacana. Ma ono wysokość 1345 m n.p.m. i powierzchnię 10,5 km². Niżej położone obszary parku pokrywa wilgotny las równikowy. Nad brzegami rzek występują lasy galeriowe. Wyżej położone obszary zajmuje sawanna. Park zamieszkuje rdzenna ludność z grupy Piaroa. Flora i fauna parku nie została dokładnie zbadana.
Średnia roczna temperatura wynosi +24 °C, a średnie roczne opady 2360 mm.

## Nielegalne wydobycie złota
Głównym zagrożeniem dla parku są, istniejące od lat osiemdziesiątych XX wieku, nielegalne kopalnie złota. Znajdują się one przeważnie w rejonie stoliwa Cerro Yapacana i są kontrolowane m.in. przez byłych partyzantów z Rewolucyjnych Sił Zbrojnych Kolumbii i Armii Wyzwolenia Narodowego oraz przez najpotężniejszy gang Brazylii – Primer Comando Capital (PCC). Do pracy w kopalniach wykorzystywana jest w dużej części miejscowa ludność. Złoto wywożone jest niewielkimi samolotami operującymi z nielegalnych lądowisk. Co jakiś czas do parku wyruszają ekspedycje wojskowe, które próbują zlikwidować kopalnie. Jak podały władze Wenezueli, 13 września 2023 roku podczas kolejnej ekspedycji doszło do starć z nielegalnymi górnikami, w wyniku których dwie osoby zginęły, a sześć zostało rannych.

## Flora
W parku rosną krytycznie zagrożone wyginięciem (CR) Tepuianthus yapacanensis i Symplocos yapacanensis, narażona na wyginięcie (VU) Pentamerista neotropica, a także m.in. Gleasonia duidana, Bonnetia tristyla, Gongylolepis yapacana, Terminalia yapacana, Pachira sordida, Schoenocephalium cucullatum, Steyermarkochloa angustifolia, Lissocarpa benthamii, Pterozonium scopulinum, Pachyloma pusillum, puchowiec pięciopręcikowy, Myrciaria dubia, Calycolpus calophyllus, Gustavia hexapetala, Eperua leucantha, Aspidosperma pachypterum, Doliocarpus carnevaliorum.

## Fauna
W parku nie przeprowadzono inwentaryzacji gatunków ssaków. Wiadomo, że żyją tu zagrożona wyginięciem (EN) szatanka czarna, narażone na wyginięcie (VU) tapir amerykański i pekari białobrody, a także m.in.: mulak białoogonowy, paka nizinna i kapibara wielka.
Ptaki występujące w parku to m.in.: kusacz szaronogi, tęgosterzyk mniejszy, lasówka czarnogłowa, lasówka nadwodna, czubacz kędzierzawy, tukanik żółtolicy, złotopiór żółtodzioby, ściółkowczyk białobrzuchy, kukawik żółtodzioby, wróbliczka amazońska i konura brązowogardła.
Odnotowano tu 51 gatunków gadów i 29 gatunków płazów. Są to m.in.: krytycznie zagrożone wyginięciem (CR) Minyobates steyermarki i krokodyl orinokański oraz narażone na wyginięcie (VU) Podocnemis erythrocephala i Peltocephalus dumerilianus.